# سیارک ۲۰۸۳
سیارک ۲۰۸۳ (به انگلیسی: 2083 Smither، نامگذاری:1973WB) دو هزار و هشتاد و سومین سیارک کشف شده‌است که در ۲۹ نوامبر ۱۹۷۳ کشف شد.
قدر مطلق سیارک برابر ۱۳٫۲۷ است.